# Banjolele

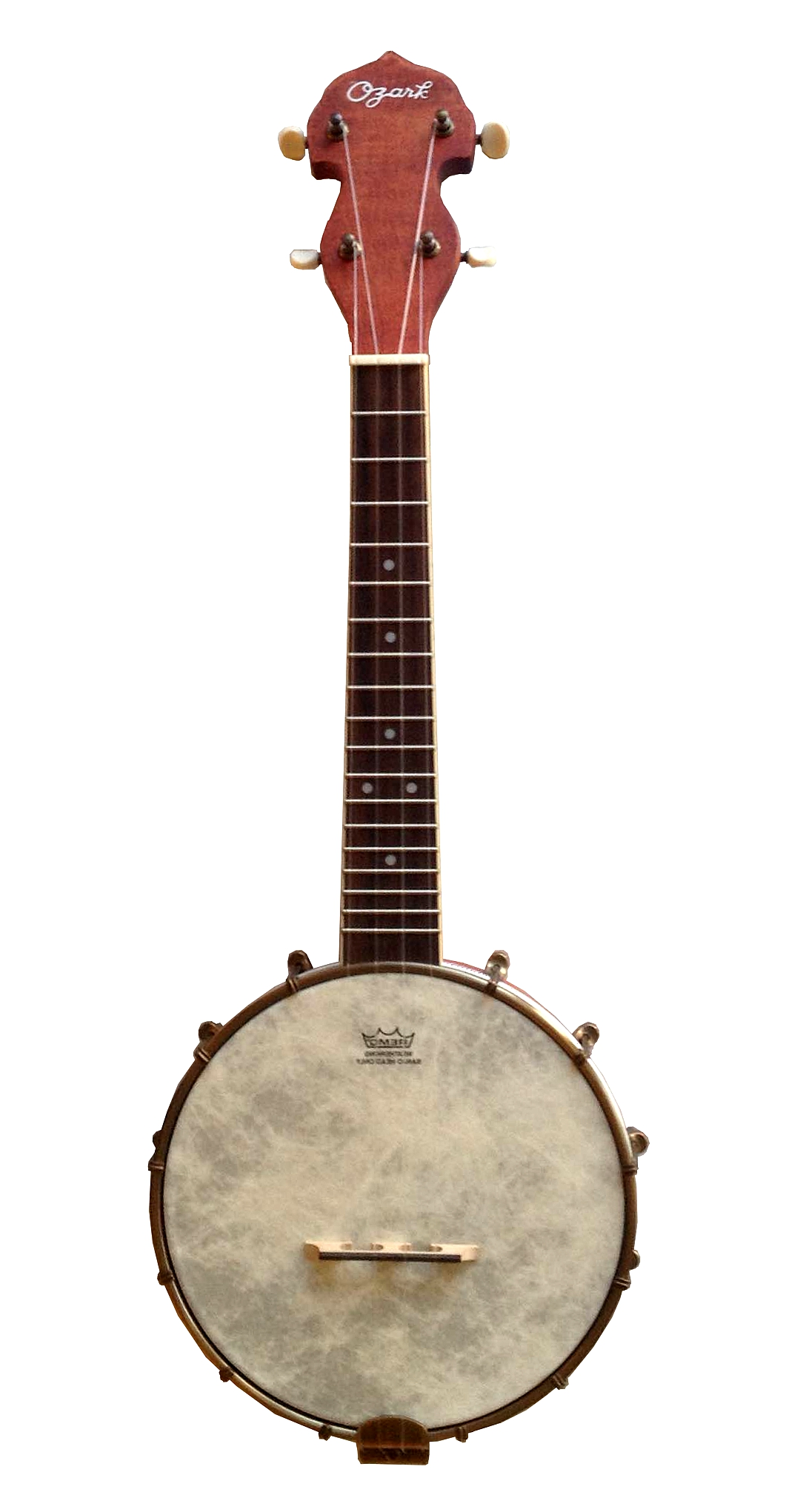
En banjolele.

Banjolele, eller banjoukulele, är ett fyrsträngat stränginstrument. Det är en variant av ukulelen, med ett trumskinn spänt över resonanslådan liksom en banjo. Instrumentet var som populärast på 1920- (då ukulele blev vanligt i västerländsk populärmusik) och 1930-talet och populariserades bland annat av George Formby. En banjolele stäms och spelas som en vanlig ukulele men ger ett starkare ljud.